# Список астероїдів (21101—21200)
| Назва                             | Тимчасове позначення | Дата відкриття    | Місце відкриття                         | Відкривач                          |
| --------------------------------- | -------------------- | ----------------- | --------------------------------------- | ---------------------------------- |
| (21101) 1992 OJ1                  | 1992 OJ1             | 26 липня 1992     | Обсерваторія Ла-Сілья                   | Анрі Дебеонь                       |
| (21102) 1992 OF2                  | 1992 OF2             | 26 липня 1992     | Обсерваторія Ла-Сілья                   | Ерік Вальтер Ельст                 |
| (21103) 1992 OB3                  | 1992 OB3             | 26 липня 1992     | Обсерваторія Ла-Сілья                   | Ерік Вальтер Ельст                 |
| 21104 Sveshnikov                  | 1992 PY              | 8 серпня 1992     | Коссоль                                 | Ерік Вальтер Ельст                 |
| (21105) 1992 PU1                  | 1992 PU1             | 8 серпня 1992     | Коссоль                                 | Ерік Вальтер Ельст                 |
| (21106) 1992 PO2                  | 1992 PO2             | 2 серпня 1992     | Паломарська обсерваторія                | Генрі Гольт                        |
| (21107) 1992 PZ4                  | 1992 PZ4             | 4 серпня 1992     | Паломарська обсерваторія                | Генрі Гольт                        |
| (21108) 1992 QT                   | 1992 QT              | 31 серпня 1992    | Паломарська обсерваторія                | Е. Гелін                           |
| 21109 Зюнкель (Sunkel)            | 1992 RY              | 4 вересня 1992    | Обсерваторія Карла Шварцшильда          | Лутц Шмадель, Ф. Бернґен           |
| 21110 Карлвалентін (Karlvalentin) | 1992 RC1             | 4 вересня 1992    | Обсерваторія Карла Шварцшильда          | Ф. Бернґен, Лутц Шмадель           |
| (21111) 1992 RP3                  | 1992 RP3             | 2 вересня 1992    | Обсерваторія Ла-Сілья                   | Ерік Вальтер Ельст                 |
| (21112) 1992 RY3                  | 1992 RY3             | 2 вересня 1992    | Обсерваторія Ла-Сілья                   | Ерік Вальтер Ельст                 |
| (21113) 1992 RG4                  | 1992 RG4             | 2 вересня 1992    | Обсерваторія Ла-Сілья                   | Ерік Вальтер Ельст                 |
| (21114) 1992 RS5                  | 1992 RS5             | 2 вересня 1992    | Обсерваторія Ла-Сілья                   | Ерік Вальтер Ельст                 |
| (21115) 1992 RL7                  | 1992 RL7             | 2 вересня 1992    | Обсерваторія Ла-Сілья                   | Ерік Вальтер Ельст                 |
| (21116) 1992 SO                   | 1992 SO              | 26 вересня 1992   | Обсерваторія Дінік                      | Ацуші Суґіе                        |
| (21117) 1992 SB13                 | 1992 SB13            | 30 вересня 1992   | Обсерваторія Кітамі                     | Кін Ендате, Кадзуро Ватанабе       |
| 21118 Геціммерман (Hezimmermann)  | 1992 SB17            | 24 вересня 1992   | Обсерваторія Карла Шварцшильда          | Лутц Шмадель, Ф. Бернґен           |
| (21119) 1992 UJ                   | 1992 UJ              | 19 жовтня 1992    | Обсерваторія Кушіро                     | Сейджі Уеда, Хіроші Канеда         |
| (21120) 1992 WP                   | 1992 WP              | 16 листопада 1992 | Обсерваторія Кітамі                     | Кін Ендате, Кадзуро Ватанабе       |
| (21121) 1992 WV                   | 1992 WV              | 16 листопада 1992 | Обсерваторія Кітамі                     | Кін Ендате, Кадзуро Ватанабе       |
| (21122) 1992 YK                   | 1992 YK              | 23 грудня 1992    | Станція JCPM Якіїмо                     | Акіра Наторі, Такеші Урата         |
| (21123) 1992 YP2                  | 1992 YP2             | 18 грудня 1992    | Коссоль                                 | Ерік Вальтер Ельст                 |
| (21124) 1992 YR2                  | 1992 YR2             | 18 грудня 1992    | Коссоль                                 | Ерік Вальтер Ельст                 |
| 21125 Орф (Orff)                  | 1992 YZ4             | 30 грудня 1992    | Обсерваторія Карла Шварцшильда          | Ф. Бернґен                         |
| 21126 Katsuyoshi                  | 1993 BJ2             | 19 січня 1993     | Обсерваторія Ґейсей                     | Тсутому Секі                       |
| (21127) 1993 BF4                  | 1993 BF4             | 27 січня 1993     | Коссоль                                 | Ерік Вальтер Ельст                 |
| 21128 Чапуіс (Chapuis)            | 1993 BJ5             | 27 січня 1993     | Коссоль                                 | Ерік Вальтер Ельст                 |
| (21129) 1993 BJ7                  | 1993 BJ7             | 23 січня 1993     | Обсерваторія Ла-Сілья                   | Ерік Вальтер Ельст                 |
| (21130) 1993 FN                   | 1993 FN              | 23 березня 1993   | Університетська обсерваторія Маунт-Джон | Алан Ґілмор, Памела Кілмартін      |
| (21131) 1993 FQ7                  | 1993 FQ7             | 17 березня 1993   | Обсерваторія Ла-Сілья                   | UESAC                              |
| (21132) 1993 FN10                 | 1993 FN10            | 17 березня 1993   | Обсерваторія Ла-Сілья                   | UESAC                              |
| (21133) 1993 FE11                 | 1993 FE11            | 17 березня 1993   | Обсерваторія Ла-Сілья                   | UESAC                              |
| (21134) 1993 FE13                 | 1993 FE13            | 17 березня 1993   | Обсерваторія Ла-Сілья                   | UESAC                              |
| (21135) 1993 FL14                 | 1993 FL14            | 17 березня 1993   | Обсерваторія Ла-Сілья                   | UESAC                              |
| (21136) 1993 FH19                 | 1993 FH19            | 17 березня 1993   | Обсерваторія Ла-Сілья                   | UESAC                              |
| (21137) 1993 FX20                 | 1993 FX20            | 21 березня 1993   | Обсерваторія Ла-Сілья                   | UESAC                              |
| (21138) 1993 FS24                 | 1993 FS24            | 21 березня 1993   | Обсерваторія Ла-Сілья                   | UESAC                              |
| (21139) 1993 FP26                 | 1993 FP26            | 21 березня 1993   | Обсерваторія Ла-Сілья                   | UESAC                              |
| (21140) 1993 FN28                 | 1993 FN28            | 21 березня 1993   | Обсерваторія Ла-Сілья                   | UESAC                              |
| (21141) 1993 FD30                 | 1993 FD30            | 21 березня 1993   | Обсерваторія Ла-Сілья                   | UESAC                              |
| (21142) 1993 FV30                 | 1993 FV30            | 19 березня 1993   | Обсерваторія Ла-Сілья                   | UESAC                              |
| (21143) 1993 FX31                 | 1993 FX31            | 19 березня 1993   | Обсерваторія Ла-Сілья                   | UESAC                              |
| (21144) 1993 FA46                 | 1993 FA46            | 19 березня 1993   | Обсерваторія Ла-Сілья                   | UESAC                              |
| (21145) 1993 FZ57                 | 1993 FZ57            | 19 березня 1993   | Обсерваторія Ла-Сілья                   | UESAC                              |
| (21146) 1993 FD67                 | 1993 FD67            | 21 березня 1993   | Обсерваторія Ла-Сілья                   | UESAC                              |
| (21147) 1993 FV80                 | 1993 FV80            | 18 березня 1993   | Обсерваторія Ла-Сілья                   | UESAC                              |
| 21148 Біллремзі (Billramsey)      | 1993 HN1             | 16 квітня 1993    | Паломарська обсерваторія                | Керолін Шумейкер, Юджин Шумейкер   |
| 21149 Кенмітчелл (Kenmitchell)    | 1993 HY5             | 19 квітня 1993    | Паломарська обсерваторія                | Керолін Шумейкер, Юджин Шумейкер   |
| (21150) 1993 LF1                  | 1993 LF1             | 13 червня 1993    | Обсерваторія Сайдинг-Спрінг             | Роберт Макнот                      |
| (21151) 1993 LO1                  | 1993 LO1             | 13 червня 1993    | Обсерваторія Сайдинг-Спрінг             | Роберт Макнот                      |
| (21152) 1993 MB1                  | 1993 MB1             | 17 червня 1993    | Паломарська обсерваторія                | Генрі Гольт                        |
| (21153) 1993 MF1                  | 1993 MF1             | 18 червня 1993    | Обсерваторія Сайдинг-Спрінг             | Роберт Макнот                      |
| (21154) 1993 NS1                  | 1993 NS1             | 12 липня 1993     | Обсерваторія Ла-Сілья                   | Ерік Вальтер Ельст                 |
| (21155) 1993 NW1                  | 1993 NW1             | 12 липня 1993     | Обсерваторія Ла-Сілья                   | Ерік Вальтер Ельст                 |
| (21156) 1993 QP7                  | 1993 QP7             | 20 серпня 1993    | Обсерваторія Ла-Сілья                   | Ерік Вальтер Ельст                 |
| (21157) 1993 RC5                  | 1993 RC5             | 15 вересня 1993   | Обсерваторія Ла-Сілья                   | Ерік Вальтер Ельст                 |
| (21158) 1993 RP18                 | 1993 RP18            | 15 вересня 1993   | Обсерваторія Ла-Сілья                   | Анрі Дебеонь, Ерік Вальтер Ельст   |
| (21159) 1993 ST5                  | 1993 ST5             | 17 вересня 1993   | Обсерваторія Ла-Сілья                   | Ерік Вальтер Ельст                 |
| 21160 Saveriolombardi             | 1993 TJ              | 10 жовтня 1993    | Обсерваторія Санта-Лючія Стронконе      | Антоніо Ваньоцці                   |
| (21161) 1993 TR1                  | 1993 TR1             | 15 жовтня 1993    | Обсерваторія Кітамі                     | Кін Ендате, Кадзуро Ватанабе       |
| (21162) 1993 TW16                 | 1993 TW16            | 9 жовтня 1993     | Обсерваторія Ла-Сілья                   | Ерік Вальтер Ельст                 |
| (21163) 1993 TJ24                 | 1993 TJ24            | 9 жовтня 1993     | Обсерваторія Ла-Сілья                   | Ерік Вальтер Ельст                 |
| (21164) 1993 UZ7                  | 1993 UZ7             | 20 жовтня 1993    | Обсерваторія Ла-Сілья                   | Ерік Вальтер Ельст                 |
| (21165) 1993 VF2                  | 1993 VF2             | 11 листопада 1993 | Обсерваторія Кушіро                     | Сейджі Уеда, Хіроші Канеда         |
| (21166) 1993 XH                   | 1993 XH              | 6 грудня 1993     | Обсерваторія Ґейсей                     | Тсутому Секі                       |
| (21167) 1993 XQ                   | 1993 XQ              | 9 грудня 1993     | Обсерваторія Оїдзумі                    | Такао Кобаяші                      |
| (21168) 1994 AC8                  | 1994 AC8             | 7 січня 1994      | Обсерваторія Кітт-Пік                   | Spacewatch                         |
| (21169) 1994 AG10                 | 1994 AG10            | 8 січня 1994      | Обсерваторія Кітт-Пік                   | Spacewatch                         |
| (21170) 1994 AL10                 | 1994 AL10            | 8 січня 1994      | Обсерваторія Кітт-Пік                   | Spacewatch                         |
| (21171) 1994 CG1                  | 1994 CG1             | 7 лютого 1994     | Обсерваторія Оїдзумі                    | Такао Кобаяші                      |
| (21172) 1994 CK10                 | 1994 CK10            | 7 лютого 1994     | Обсерваторія Ла-Сілья                   | Ерік Вальтер Ельст                 |
| (21173) 1994 CU10                 | 1994 CU10            | 7 лютого 1994     | Обсерваторія Ла-Сілья                   | Ерік Вальтер Ельст                 |
| (21174) 1994 CG12                 | 1994 CG12            | 7 лютого 1994     | Обсерваторія Ла-Сілья                   | Ерік Вальтер Ельст                 |
| (21175) 1994 CP12                 | 1994 CP12            | 7 лютого 1994     | Обсерваторія Ла-Сілья                   | Ерік Вальтер Ельст                 |
| (21176) 1994 CN13                 | 1994 CN13            | 8 лютого 1994     | Обсерваторія Ла-Сілья                   | Ерік Вальтер Ельст                 |
| (21177) 1994 CC17                 | 1994 CC17            | 8 лютого 1994     | Обсерваторія Ла-Сілья                   | Ерік Вальтер Ельст                 |
| (21178) 1994 CJ17                 | 1994 CJ17            | 8 лютого 1994     | Обсерваторія Ла-Сілья                   | Ерік Вальтер Ельст                 |
| (21179) 1994 CL18                 | 1994 CL18            | 8 лютого 1994     | Обсерваторія Ла-Сілья                   | Ерік Вальтер Ельст                 |
| (21180) 1994 DC                   | 1994 DC              | 16 лютого 1994    | Обсерваторія Оїдзумі                    | Такао Кобаяші                      |
| (21181) 1994 EB2                  | 1994 EB2             | 6 березня 1994    | Паломарська обсерваторія                | Е. Гелін                           |
| (21182) 1994 EC2                  | 1994 EC2             | 12 березня 1994   | Обсерваторія Кітамі                     | Кін Ендате, Кадзуро Ватанабе       |
| (21183) 1994 EO2                  | 1994 EO2             | 9 березня 1994    | Паломарська обсерваторія                | Е. Гелін                           |
| (21184) 1994 EC5                  | 1994 EC5             | 6 березня 1994    | Обсерваторія Кітт-Пік                   | Spacewatch                         |
| (21185) 1994 EH6                  | 1994 EH6             | 9 березня 1994    | Коссоль                                 | Ерік Вальтер Ельст                 |
| (21186) 1994 EO6                  | 1994 EO6             | 9 березня 1994    | Коссоль                                 | Ерік Вальтер Ельст                 |
| (21187) 1994 FY                   | 1994 FY              | 31 березня 1994   | Обсерваторія Кітамі                     | Кін Ендате, Кадзуро Ватанабе       |
| (21188) 1994 GN                   | 1994 GN              | 5 квітня 1994     | Обсерваторія Кітамі                     | Кін Ендате, Кадзуро Ватанабе       |
| (21189) 1994 JB                   | 1994 JB              | 3 травня 1994     | Обсерваторія Санта-Лючія Стронконе      | Антоніо Ваньоцці                   |
| (21190) 1994 JQ                   | 1994 JQ              | 10 травня 1994    | Обсерваторія Санта-Лючія Стронконе      | Антоніо Ваньоцці                   |
| (21191) 1994 JL6                  | 1994 JL6             | 4 травня 1994     | Обсерваторія Кітт-Пік                   | Spacewatch                         |
| 21192 Seccisergio                 | 1994 NA              | 2 липня 1994      | Обсерваторія Санта-Лючія Стронконе      | Обсерваторія Санта-Лючія Стронконе |
| (21193) 1994 PJ1                  | 1994 PJ1             | 14 серпня 1994    | Обсерваторія Сайдинг-Спрінг             | Роберт Макнот                      |
| (21194) 1994 PN1                  | 1994 PN1             | 11 серпня 1994    | Обсерваторія Сайдинг-Спрінг             | Роберт Макнот                      |
| (21195) 1994 PK4                  | 1994 PK4             | 10 серпня 1994    | Обсерваторія Ла-Сілья                   | Ерік Вальтер Ельст                 |
| (21196) 1994 PU5                  | 1994 PU5             | 10 серпня 1994    | Обсерваторія Ла-Сілья                   | Ерік Вальтер Ельст                 |
| (21197) 1994 PS7                  | 1994 PS7             | 10 серпня 1994    | Обсерваторія Ла-Сілья                   | Ерік Вальтер Ельст                 |
| (21198) 1994 PX7                  | 1994 PX7             | 10 серпня 1994    | Обсерваторія Ла-Сілья                   | Ерік Вальтер Ельст                 |
| (21199) 1994 PV8                  | 1994 PV8             | 10 серпня 1994    | Обсерваторія Ла-Сілья                   | Ерік Вальтер Ельст                 |
| (21200) 1994 PU10                 | 1994 PU10            | 10 серпня 1994    | Обсерваторія Ла-Сілья                   | Ерік Вальтер Ельст                 |

| ← Астероїди 20001—30000 → |             |             |             |             |             |             |             |             |             |
| 20001—20100               | 21001—21100 | 22001—22100 | 23001—23100 | 24001—24100 | 25001—25100 | 26001—26100 | 27001—27100 | 28001—28100 | 29001—29100 |
| 20101—20200               | 21101—21200 | 22101—22200 | 23101—23200 | 24101—24200 | 25101—25200 | 26101—26200 | 27101—27200 | 28101—28200 | 29101—29200 |
| 20201—20300               | 21201—21300 | 22201—22300 | 23201—23300 | 24201—24300 | 25201—25300 | 26201—26300 | 27201—27300 | 28201—28300 | 29201—29300 |
| 20301—20400               | 21301—21400 | 22301—22400 | 23301—23400 | 24301—24400 | 25301—25400 | 26301—26400 | 27301—27400 | 28301—28400 | 29301—29400 |
| 20401—20500               | 21401—21500 | 22401—22500 | 23401—23500 | 24401—24500 | 25401—25500 | 26401—26500 | 27401—27500 | 28401—28500 | 29401—29500 |
| 20501—20600               | 21501—21600 | 22501—22600 | 23501—23600 | 24501—24600 | 25501—25600 | 26501—26600 | 27501—27600 | 28501—28600 | 29501—29600 |
| 20601—20700               | 21601—21700 | 22601—22700 | 23601—23700 | 24601—24700 | 25601—25700 | 26601—26700 | 27601—27700 | 28601—28700 | 29601—29700 |
| 20701—20800               | 21701—21800 | 22701—22800 | 23701—23800 | 24701—24800 | 25701—25800 | 26701—26800 | 27701—27800 | 28701—28800 | 29701—29800 |
| 20801—20900               | 21801—21900 | 22801—22900 | 23801—23900 | 24801—24900 | 25801—25900 | 26801—26900 | 27801—27900 | 28801—28900 | 29801—29900 |
| 20901—21000               | 21901—22000 | 22901—23000 | 23901—24000 | 24901—25000 | 25901—26000 | 26901—27000 | 27901—28000 | 28901—29000 | 29901—30000 |